# نانا اوكادا (ممثلة)
نانا اوكادا (باليابانية: 岡田奈々؛ بالكانا: おかだ なな) هي مغنية وممثلة يابانية، ولدت في 7 نوفمبر 1997 في نياغاوا في اليابان.

## وصلات خارجية
- نانا اوكادا على موقع IMDb (الإنجليزية)
- نانا اوكادا على موقع ميوزك برينز (الإنجليزية)
- نانا اوكادا على موقع ديسكوغز (الإنجليزية)
- نانا اوكادا على موقع قاعدة بيانات الفيلم (الإنجليزية)